# Sedum rubrotinctum
Espèce
Classification phylogénétique
Sedum rubrotinctum, le Sédum à feuilles teintée de rouge, est une espèce de plante succulente ornementale de la famille des Crassulaceae.

## Distribution
C'est une espèce qui est sauvage au Mexique.

## Habitats
Cette plante pousse en milieu sec. Elle est sensible au froid.

## Description
Ce petit sous-arbrisseau atteint de 10 à 20 cm de haut. Les feuilles sont charnues vertes et rouges, où sont stockées ses réserves d'eau. Les rameaux d'abord charnus et rampants deviennent ligneux et érigés. La fleur est jaune brillant.
Détachées de la plante, les feuilles survivent longtemps car elles ne se dessèchent pas aussi vite que des feuilles non charnues.
Déposées sur le sol, bon nombre d'entre elles donnent naissance à des nouveaux plants, par bouture.